# Вальдамбрини, Франческо
Франческо Вальдамбрини (итал. Francesco Valdambrini; 24 апреля 1933, Турин — 4 февраля 2007, Тренто) — итальянский композитор и музыкальный педагог.
Ученик Луиджи Даллапиккола, затем учился в Вене у Ханса Елинека (композиция) и Ханса Сваровски (дирижирование). В венский период сблизился с Бруно Мадерной, оказавшим на него заметное влияние. Вместе с учеником Мадерны Вернером Зайссом образовал фортепианный дуэт, исполняя произведения современных композиторов. В 1963—1968 гг. преподавал в Венской академии музыки курс «Стилистика современной музыки». Затем вернулся в Италию, некоторое время работал в Больцано, вёл курс композиции в Лаборатории новой музыки в Вероне. В 1982—1985 гг. возглавлял Триестскую, затем в 1992—1993 гг. Венецианскую консерватории.
Среди ранних сочинений Вальдамбрини — оперы «Пенфей» (нем. Pentheus; 1971, премьера в Бонне), «Это было однажды» (нем. Es war einmal; 1971, премьера в Дортмунде) и «Кот в сапогах» (нем. Der gestiefelte Kater; 1975, премьера в Бонне). В позднем творчестве, начиная с «Бесконечного звучания» (итал. Sonanza Infinita; 1990) для фортепиано соло, развивал оригинальную композиционную технику, основанную на «двутоновом трезвучии» (итал. Tricordo Bìtono) — нетерцовом аккорде, состоящем из трёх нот, отделённых друг от друга целым тоном. Эту технику унаследовал от Вальдамбрини ряд учеников, один из которых, Даниэль Обереггер, написал беллетризованную биографию своего учителя «Я, Франческо» (итал. Io, Francesco; 2012).
Композитор был найден мёртвым в собственном доме в Тренто, где он в последние годы жизни входил в состав руководства Оркестра имени Гайдна. Его тело было обнаружено под кроватью, в обнажённом виде и со связанными запястьями; полиция пришла к выводу о естественной смерти, последовавшей, возможно, в ходе рискованных сексуальных игр.